# Sociedad mercantil
En derecho, una sociedad comercial o sociedad mercantil o simplemente sociedad es una persona jurídica conformada por dos o más personas (humanas o personas jurídicas: una asociación o sociedad puede ser dueña de otra sociedad) que acuerdan realizar aportaciones para conseguir un fin común mediante un contrato de sociedad; en algunos países se acepta la constitución de sociedad por una sola persona humana bajo la figura de sociedad unipersonal (S.U.) que puede ser S.R.L o S.A.
El contrato de sociedad es un contrato plurilateral de organización, es decir puede tener dos o más partes y es abierto; pero es un negocio jurídico bilateral, o sea necesariamente debe tener dos partes para poder existir (excepto la S.U.). De acuerdo a cada legislación se admite el condomio sobre la parte, cada parte puede tener más de un titular.
Los estatutos de la sociedad, aprobados en el contrato de sociedad, serán la norma que regirá el funcionamiento de la sociedad, siendo nulos aquellos preceptos que contravengan las normas imperativas contenidas en leyes y reglamentos. Para todo aquello que no quede regulado en los estatutos societarios (si es que estos existen), serán de aplicación las normas dispositivas contenidas en las regulaciones sectoriales de cada Estado (por ejemplo, en España, el Código de Comercio).

## La sociedad como contrato y como sujeto de derecho
La sociedad es toda persona jurídica que se caracteriza por la actividad común exteriorizada, con finalidad u objeto autónomo (o sea, distinto del de los socios), con participación en las ganancias y las pérdidas que se derivan del patrimonio social (y no del gestor o de los bienes en condominio), donde estos (los socios) tienen injerencia en las decisiones colegiadas que se adopten.
El acto constitutivo es una expresión bilateral de voluntad, es decir el acuerdo mediante el cual dos o más personas resuelven crear una sociedad.
El nacimiento de la sociedad se produce con la constitución de un contrato entre futuros socios. El carácter contractual aparece al firmarse.
Este, no solo plasma un conjunto de derechos y obligaciones para las partes, sino que da lugar a la creación de un nuevo sujeto de derecho dotado del atributo de la personalidad jurídica, y titular, a su vez, de nuevos derechos y obligaciones diferentes de aquellos que vinculan a los sujetos que lo crearon.
Entonces, al generarse el contrato de sociedad con la firma de los socios fundadores, se crea en acto (dependiendo de la legislación podrá necesitar inscripción en registro público de comercio para su nacimiento como persona jurídica) un nuevo sujeto de derecho que es la sociedad, la cual tiene una personalidad jurídica independiente a la de sus fundadores.

### La sociedad como contrato plurilateral de organización
- Admite dos o más partes
- Contrato de ejecución continuada
- Las partes ponen en común sus prestaciones para lograr el fin social
- Las prestaciones son debidas al ente y no al otro contratante
- El cumplimiento de las prestaciones no pone fin al contrato
- Cada parte está obligada a cumplir la prestación y en virtud de ellos adquiere los derechos de socios (y tiene el derecho de hacerlo)
- El incumplimiento de un socio no autoriza a los demás a invocar resolución contractual
- No se extingue por el incumplimiento de una de las partes
- La nulidad que afecte a una de las partes no hace nulo el contrato

#### Caracteres del contrato de sociedad
- Plurilateral, porque puede contar con un número. ilimitado de socios, debiendo contar siempre con no menos de dos. Excepto S.U.
- Consensual, basta el consentimiento (firma) de los otorgantes para hacer nacer los derechos y obligaciones que se derivan del carácter de socio.
- Conmutativo, las partes saben las ventajas y desventajas que el negocio ofrece.
- Oneroso, necesario aporte del socio al fondo común.
- Ejecución continuada o duradero
- Organización, en virtud de los aportes se obtendrán los beneficios esperados; se reglamentan las relaciones de los socios entre sí y de estos con el ente. Se establece reglas de funcionamiento del ente internas como externas frente a terceros.

#### Elementos del contrato de sociedad
Son elementos esenciales del contrato de sociedad:
1. 1) Elementos esenciales a cualquier tipo de contrato

a) Capacidad de los sujetos o partes o socios, que deben ser uno o más.
b) Consentimiento
Al igual que cualquier contrato, el contrato de sociedad tiene como elemento básico la existencia de consentimiento por parte de los socios. Las personas contratantes deben poseer capacidad jurídica, así como plena capacidad de obrar en el momento de perfeccionarse el contrato. Además, tal perfección solo se producirá cuando se otorgue el consentimiento, siendo así requisito sine qua non para que exista el contrato de sociedad.
c) Objeto (del contrato no el objeto social): todas las prestaciones de dar y hacer pueden ser objeto de un contrato excepto que conformen un hecho ilícito, imposible o litigioso real y físico.
d) Causa lícita: finalidad por la cual se celebra el contrato que no debe ser contraria a la ley, por ej. obtener ganancias.
e) Forma: por ej. que sea escrito y por instrumento privado o por instrumento público.
1. 2) Elementos esenciales particulares del contrato de sociedad

a) los aportes, es decir, las prestaciones que debe realizar cada socio para la formalización del contrato. Estas prestaciones pueden consistir en obligación de dar (suma de dinero o cosa material) o en obligación de hacer (aportar su trabajo).
b) participación en los beneficios y contribución en las pérdidas.
Constituye un requisito esencial (no tipificante) que si de la actividad societaria resulta un beneficio, todos los socios (sin exclusión de ninguna clase) deban participar de él. Del mismo modo, todos los socios en la extensión de su responsabilidad conforme a cada tipo societario, deban participar de las pérdidas que arroje la sociedad.
c) el objeto de la sociedad, es decir, el motivo o fin por el cual fue constituida (por ejemplo fabricación de electrodomésticos)
d) Affectio societatis: predisposición de los socios de orientar sus conductas a favor de los intereses de la sociedad, y no de los intereses propios.
e) Plazo de duración, es el tiempo que se pretende funcionará la sociedad.
1. 3) Los elementos esenciales propios (tipificantes) de cada tipo social elegido

Las S.A. tendrán requisitos distintos de constitución y funcionamientos que una S.R.L; y otros tipos societarios tendrán sus requisitos esenciales tipificantes, o sea propios de cada tipo de sociedad.

### Tipos societarios
Cada tipo social determina efectos que le son propios, determinados por la ley. 
La tipicidad da seguridad a los terceros que se vinculan con la sociedad, ya que puede saber cuál es su estructura, quien puede actuar en su nombre, cuál es la garantía con que cuenta, según el tipo de que se trate.
También del tipo dependen las relaciones de los socios entre sí y con los órganos del ente social.
La limitación de la responsabilidad de los socios es un efecto directo del tipo social elegido por los socios al generar el nuevo centro imputativo.
Esta limitación se genera cuando se cumplen todas las cargas previstas por la legislación para originar una sociedad regular típica.
Existen varios tipos de organización societaria, que varían de acuerdo a la legislación de cada país. Los más conocidos universalmente son la sociedad anónima (S.A.) y la sociedad de responsabilidad limitada (S.R.L), otros habituales son la sociedad en comandita, sociedad colectiva, y en los últimos años ha surgido la sociedad unipersonal. Cada tipo societario tiene distintas exigencias constitutivas y de funcionamiento que le será propio.

### Caracterización y elementos de la sociedad como sujeto de derecho
1. origen voluntario, por actividad, contrato o declaración bilateral de voluntad
2. la constitución de un patrimonio autónomo, escindido del de los fundadores
3. la organización o forma organizada, como autogestión del patrimonio
4. el reconocimiento de personalidad por parte del sistema normativo
5. la manifestación externa de esa voluntad, actuando en nombre colectivo
6. la durabilidad de esa manifestación en el tiempo
7. el carácter económico, además de común, del fin, para distinguirla de la asociación civil (puede variar de acuerdo a cada legislación)
8. fin u objeto común y autónomo, del de los socios, de la actividad de ese patrimonio

#### Atributos de la personalidad
Son aquellos elementos que deben darse necesariamente en toda persona, sea física o de existencia ideal, por ser inherentes a su condición, de modo que no es concebible una persona que carezca de alguno de ellos. En este caso, tales son:
1. Capacidad de derecho
2. Patrimonio
3. Nombre
4. Domicilio y sede social
5. Duración
6. Objeto
7. Órganos de la sociedad:

El desenvolvimiento de la soc., la gestión de sus negocios, su actuación frente a terceros, la vida misma de la soc., requieren de la actuación de personas físicas facultadas a ese efecto, que deben procurar que la soc. alcance satisfactoriamente el objetivo propuesto con su creación. Surge así el concepto de órgano societario que es connatural con el de la personalidad de la sociedad
Entonces, la voluntad de la soc. es el resultado de la voluntad de las personas físicas que integran los diversos órganos creados por la ley o por los estatutos para el gobierno del ente.
Cuanto más compleja sea la organización de la soc., más diferenciados aparecerán los diversos órganos.
Cabe aclarar que siempre hay órganos, que podrán ser diferenciados o no de la  persona de los socios.
Organismos diferenciados:
- Órgano de gobierno: asamblea, reunión de socios o totalidad de socios que deliberan y votan.
- Órgano de administración: administra y representa la soc.
- Órgano de fiscalización o control.

Auto-organicismo: cualquiera de las personas que forman o constituyen la sociedad pueden realizar funciones de deliberación, administración, representación y fiscalización o control.
Los órganos que componen una sociedad, son:
1. Órgano de administración:
Es la persona o grupo de personas físicas que por disposición de la ley o estatutos, están autorizados a manifestar la voluntad del ente y a desarrollar la actividad jurídica necesaria para la consecución de sus fines. Los administradores declaran y ejecutan la voluntad de la soc..
- Administración y representación:
La representación es el medio por el cual la sociedad actúa frente a terceros, o sea es una actuación externa; mientras que en la administración se concentran las relaciones internas de la organización.
2. Órgano de gobierno:
El gobierno definitivo de la soc. está en manos del conjunto de socios quienes pueden disponer del futuro de la soc., resolver su disolución y liquidación, etc.. Toda reunión de socios o asamblea para deliberar y resolver sobre cualquier cuestión de interés social constituye el órgano de gobierno de la sociedad
3. Órgano de fiscalización: fiscalizar es controlar la legalidad del funcionamiento de la  p.j., y en particular de los actos de los administradores.
El órgano que obliga desobliga a la persona jurídica es el de administración, a través de la figura del representante.
Los órganos no son sujetos de derechos, sino que tienen determinadas competencias y sus funcionarios están facultados para actuar en determinados actos jurídicos.
Los órganos integran las personas jurídicas que si son sujetos de derechos, y por eso poseen derechos y asumen obligaciones, actuando como centros de imputación de intereses.

## Transformación y fusión de sociedades

### Transformación
La transformación es un fenómeno jurídico por medio del cual una sociedad mercantil cambia su estructura originaria por otra de las reconocidas por la legislación, conservando su personalidad jurídica inicial.
Obligaciones fiscales.
Cuando una sociedad decide transformarse, tiene que cumplir con ciertas obligaciones fiscales: lo primero que debe hacer es notificar del cambio de razón social en la oficina receptora, en un plazo de 10 días, acompañado de la escritura correspondiente. Posteriormente debe presentar, dentro de los 90 días siguientes a aquel en que se hizo el cambio de razón social, una declaración para efectos del impuesto sobre la renta, la cual debe abarcar desde el día siguiente a la fecha en que terminó el último periodo declarado hasta la fecha de cambio de razón o social.

### Fusión
Es el acto por el cual dos o más sociedades unen sus patrimonios, concentrándolos bajo la titularidad de una sola sociedad. Puede darse por dos métodos: el de absorción, que se presenta cuando una sociedad absorbe a una o más sociedades; y el de combinación, la cual surge de la unión de dos o más sociedades para formar otra distinta.
Su proceso comprende dos momentos, en primer lugar cada sociedad deberá tomar el acuerdo de fusión en sus estatutos, en segundo lugar se deberá celebrar el convenio de fusión entre las sociedades.
El acuerdo de fusión debe inscribirse en el Registro Público de Comercio, y debe publicarse en el periódico oficial de la entidad del domicilio de la sociedad; cada una de ellas deberá publicar su último balance, y las que hayan de extinguirse deberán publicar además la forma como vaya a ser cubierto su pasivo (artículo 223).
Las sociedades de accionistas corporativos (SAC) solamente podrán fusionarse con sociedades anónimas, no podrán fusionarse con sociedades corporativas o de comandita simple, pues en las SAC, las acciones de los socios comparten protocolos similares.

## Disolución y liquidación de las sociedades

### Disolución
La sociedad mercantil será disuelta cuando, en presencia de cualquiera de las causas previstas en la ley o en los estatutos, inicie un proceso que culmine con su extinción como ente jurídico, previa liquidación que de la misma se realice. Ante tal situación, la sociedad mantiene su personalidad jurídica pero su fin se transforma, porque ya no podrá continuar explotando el objeto para el que fue constituida, porque solamente subsistirá para efectos de su liquidación, aunque en diversas ocasiones se dice que la disolución se da por asuntos psicológicos.
Al momento de disolver la SAC, los elementos, como recursos económicos o materiales, quedarán a disposición de jueces estatales para poder brindar seguridad a los trabajadores.

### Liquidación
La liquidación está constituida por todas las operaciones posteriores a la disolución, que son necesarias y precisas para dar fin a los negocios pendientes, pagar el pasivo, cobrar los créditos y reducir a dinero todos los bienes de la sociedad, para repartirlo entre los socios. Esta pues, dura desde que la sociedad se disuelve, hasta que se hace a los socios liquidación y aplicación de los bienes.

## Regulación por países
Existen varios tipos de organización societaria, que varían de acuerdo a la legislación de cada país. Los más conocidos universalmente son la sociedad anónima (S.A.) y la sociedad de responsabilidad limitada (S.R.L) que tendrán distintas exigencias constitutivas y de funcionamiento de acuerdo a cada país.
En general, se distingue a la sociedad civil por ser aquella que se constituye sin un objeto mercantil o, al menos, no puramente mercantil. Por otro lado, una sociedad mercantil es la que ejerce actos de comercio. En algunos ordenamientos jurídicos también se determina la comercialidad formal, esto es, que en el caso de que una sociedad civil con objeto civil adopte al constituirse un tipo societario comercial (por ej. S.R.L.) será tomada como comercial, aunque su fin no sea el lucro.

## Rol en la economía
Las creación de sociedades es una de las herramientas jurídicas más comunes y apropiadas para la constitución de empresas con propósitos económicos. Por medio del acto constitutivo se genera una persona jurídica nueva, distinta de sus integrantes individualmente considerados (o en conjunto) y donde sus miembros restringen su responsabilidad patrimonial a una cantidad previamente estipulada en los estatutos de conformidad a la ley.
Es decir, la sociedad se trata, y vale para cualquier ente societario, de un contrato de organización creado por el legislador como medio de concentrar capitales para la realización de una actividad de carácter económico y a través de la cual sus otorgantes disponen de un complejo de normas estructurales y funcionales destinadas a regular permanentemente las relaciones emergentes del negocio jurídico constitutivo.
Además, tal reconocimiento de la personalidad jurídica satisface otras múltiples necesidades del mundo de los negocios, porque:
- Satisface los intereses de los terceros vinculados de una manera u otra a la sociedad. A quienes se les ofrece un patrimonio especial (el de la compañía) destinado a satisfacer las deudas contraídas por los representantes de la entidad.
- Permite a los socios obtener en mejores condiciones las ventajas de los capitales aportados y de los esfuerzos asociados, independizándose del patrimonio armado para el desarrollo de la actividad social de sus integrantes, que en principio permanecen indiferentes al riesgo empresario.
- Fomentar la organización y estabilidad de la empresa.

### Diferencia entre sociedad y empresa
Si bien su fin es estimular la creación de empresas, no debe confundirse la sociedad con la empresa. 
La sociedad es sujeto de derecho, la empresa no lo es.
La empresa es actividad económica y la sociedad es el sujeto cómo medio técnico – jurídico de simplificación de las relaciones generadas por la organización económica, a través del recurso de la personificación.
En la empresa se organizan los factores de producción, mientras que en la sociedad se organiza el empresario, el cual a su vez organiza la empresa como titular de ella.
Ese sujeto empresario puede ser persona física o persona jurídica.
Entonces no debe confundirse la organización de la sociedad, que es la organización jurídica del ente (su personificación y su estatuto), con la organización de la empresa, que  es la organización económica de las fuerzas productivas.

## Teorías

### Enfoque o doctrina contractualista
Sostienen que el acto por el cual se constituye una sociedad es un contrato. 
a-	Contrato bilateral: Dice que las partes son por un lado los socios y por el otro la sociedad. La crítica es que en el contrato de sociedad como acto constitutivo de la sociedad, no se advierten las partes con intereses contrapuestos y una causa fin que se corresponda a las contraprestaciones debidas, como en los contratos bilaterales de cambio.
b-	Contrato plurilateral de organización (es el adoptado o preponderante en las legislaciones en la materia):
Su precursor fue Ascarelli en Italia, y tiene su origen código civil italiano 1942.
Sostiene que el contrato plurilateral es una categoría de los contratos, y el contrato de sociedad (de organización) es una especie dentro del contrato plurilateral.
Es contrato plurilateral cuando admite la posibilidad de más de dos partes (parte es un centro o posición de interés jurídico común, que puede estar constituido por una o varias personas), es de organización pues constituye un contrato de comunidad de fin, es abierto pues el acuerdo no se limita necesariamente a los contratantes originales sino que abre la posibilidad de que posteriormente otros ingresen a él.
- La pluralidad de partes es eventual, ya que, el contrato plurilateral puede existir y subsistir con tan solo dos partes (bilateral). Es decir, que tiene una bilateralidad necesaria, debe tener si o si dos partes, y tiene una pluralidad eventual ya que puede tener más de dos partes.

Entonces, el contrato plurilateral no es un negocio jurídico plurilateral donde necesariamente o típicamente tiene que haber más de dos partes (por ej. delegación: delegante, delegado, delegatorio. Si falta una parte no hay delegación directamente), sino que es un negocio jurídico bilateral, donde necesariamente o típicamente tiene que haber si o si dos partes.
Concretamente, todo contrato plurilateral es un negocio jurídico bilateral y se debe diferenciar del negocio jurídico plurilateral.
Pero el contrato de sociedad no se altera o cambia porque haya dos partes (bilateral) o más partes (plurilateral), ya que a diferencia de los contratos típicos bilaterales donde las prestaciones son variadas y recíprocas, acá las partes no están típicamente caracterizadas ya que cada parte o socio es igual a las otras partes, son casi fungibles excepto por las diferencias cuantitativas de los aportes. Pero a la vez estas diferencias hacen que haya intereses contrapuestos en la constitución, existencia/funcionamiento y liquidación de la sociedad. Y si bien es cierto que del acto constitutivo surge un sujeto de derecho, esto no desnaturaliza la posición de parte que asume cada socio en este acto, pues las declaraciones de voluntad se entre cruzan, resultando la sociedad de ese acuerdo de voluntades que permanecen discernibles y diferenciadas.

### Enfoque o doctrina anticontractualista
Afirman que el acto por el cual da nacimiento a una sociedad no es un contrato, sus fundamentos se basan en que muchas disposiciones que caracterizan a los contratos no le son aplicables. 
a-	Teorías del negocio unilateral: Frente a las críticas anteriores se explica el acto constitutivo como negocio unilateral, es decir, como resultado de una única voluntad común, dirigida a un fin común. En esta teoría hay 2 matices:
i.	Acto complejo: las voluntades de los diferentes socios se fusionan y forman una sola voluntad, la que finalmente dará vida a la sociedad.
ii.	Acto colectivo: sostienen que las voluntades de los diferentes socios se unen (no se fusionan) y forman una sola voluntad. La diferencia con la teoría del “acto complejo” es que en este caso, si bien se forma una voluntad colectiva, la voluntad de cada socio puede ser diferenciada de las demás en lo interno del acto.
b-	Teoría de la Institución (en las legislaciones suele haber artículos que se basan en esta teoría): la sociedad es una institución, no un contrato. Esto hace que los intereses de la sociedad prevalezcan por sobre los intereses de los socios o accionistas, que deben respetar y a los cuales deben subordinarse (a diferencia de las teorías contractualitas, en las cuales tiene preeminencia la voluntad de los socios y el principio mayoritario como forma de adoptar resoluciones sociales). Esta teoría explica la naturaleza jurídica de la sociedad a diferencia de las otras que explican la naturaleza jurídica del acto constitutivo
La T. de la Institución tiene como precursor a Hariou en Francia. Define a la institución cómo una idea de obra o  empresa que constituye una realización independiente de la voluntad subjetiva de los individuos. Se caracteriza por su duración en el medio social.
Según Hariuo tiene 3 caracteres:
1. Una idea directriz que es la causa final, que debe integrarse en distintos órganos a un fin común
2. El principio de autoridad que permite cumplir la idea directriz
3. La comunión de todos los miembros del organismo alrededor de la idea directriz y su realización

Esta teoría sostiene que la sociedad es una institución y no un contrato. Esto hace que los intereses de la sociedad prevalezcan sobre los intereses de los socios o accionistas, y de los funcionarios (empleados) de la misma. Sostiene que siempre se debe subordinar el interés individual al general. 
La sociedad es un sujeto de derecho dotado de un interés legítimo distinto de los intereses de los individuos y una voluntad para defender ese interés.
La institución está en un nivel intermedio entre el individuo y el estado.
Menciona que la sociedad es contrato y luego que nace el sujeto jurídico es Institución y desaparece el negocio contractual. Las Instituciones nacen, viven y mueren jurídicamente. En todos los casos el nacimiento de una institución corporativa resulta de una operación jurídica de fundación.
Esta teoría explica mayormente la naturaleza jurídica de la sociedad y no la del acto constitutivo.

### Teoría del Órgano (no es teoría del acto constitutivo)
Surge con Von Gierke en Alemania, otro autor importante es Jellinek. Deriva del derecho público.
Sostiene que la imposibilidad de obrar de las personas jurídicas deriva de su propia naturaleza como colectividad de personas, que impide se manifieste ninguna voluntad a no ser por medio de una persona física.
Las personas físicas que suplen la voluntad de la persona jurídica no lo hacen en virtud de la institución del mandato, sino en virtud de la relación orgánica que se establece entre las distintas partes de la organización, convirtiéndose en  “órganos” de la p.j. y actuando como tales.
Entonces las persona jurídica “expresan su voluntad” por órganos que la integran. El órgano es la porción técnica del ente a la que se le atribuyen funciones jurídicas y competencias definidas, y los correspondientes cargos (por ej. órgano: administración; cargo: administrador, gerente; soporte: es la persona física que lo ocupa, que es un funcionario de la p.j.).
El órgano se integra por dos elementos:
1. Objetivo o jurídico: es el conjunto de facultades, funciones, atribuciones que el ordenamiento legal y el pacto entre las partes le atribuyen.
2. Subjetivo: son la/s persona/s que lo integran y ejercen dichas facultades y atribuciones que el ordenamiento legal y el pacto entre las partes le atribuyen.

A los órganos hay que darles forma: simple, plural; contenido funcional; nombre; y atribuciones específicas a los cargos.
Los órganos no son sujetos de derechos, sino que tienen determinadas competencias y sus funcionarios están facultados para actuar en determinados actos jurídicos.
Los órganos integran las personas jurídicas que si son sujetos de derechos, y por eso poseen derechos y asumen obligaciones, actuando como centros de imputación de intereses.

## Antecedentes históricos
Las sociedades comerciales tienen profundas raíces históricas que se remontan a la Edad Media, donde emergieron tipos como las sociedades colectivas y en comandita. Estas formas organizativas, aunque rudimentarias en comparación con las estructuras modernas, sentaron las bases para la evolución del derecho comercial y corporativo con nuevos tipos societarios.
La sociedad colectiva, según la opinión predominante de la doctrina, tiene sus orígenes en las ciudades italianas medievales. En ese contexto, las comunidades familiares establecían vínculos económicos para llevar a cabo actividades comerciales. Este tipo de sociedad implicaba una responsabilidad ilimitada para sus miembros, lo que significa que cada socio respondía con su patrimonio personal ante las deudas y obligaciones de la empresa. Inicialmente, estas sociedades estaban formadas por miembros de la misma familia y se centraban en la pequeña industria doméstica, como los talleres artesanales.
Por otro lado, la sociedad en comandita también tiene raíces antiguas. Algunos estudiosos sugieren que su origen se remonta al derecho romano, donde la institoria romana permitía a los comerciantes asociarse para llevar a cabo actividades comerciales bajo ciertas condiciones. Otros argumentan que su aparición está relacionada con prácticas comerciales marítimas, como el préstamo marítimo a la gruesa. Sin embargo, muchos autores coinciden en que la sociedad en comandita surgió en la Edad Media como una evolución del contrato de comanda o encomienda. Este contrato implicaba que una persona confiara capital a un mercader o marino para realizar negocios con el llamado préstamo a la gruesa ventura, compartiendo los beneficios obtenidos.
Es interesante observar cómo estas formas sociales evolucionaron en respuesta a las necesidades y limitaciones de su tiempo. Por ejemplo, los nobles, debido a restricciones sociales, no podían participar abiertamente en el comercio. Por lo tanto, recurrieron a estructuras como la sociedad en comandita para involucrarse en actividades comerciales sin exponer su estatus. Además, la Iglesia prohibía el préstamo con intereses, lo que también influyó en la configuración de estas sociedades.
El desarrollo de las ciudades y el comercio en Europa, particularmente en los puertos mediterráneos como Génova, Florencia y Venecia, fue un catalizador para la evolución de las formas comerciales. A partir del siglo XI, el comercio marítimo experimentó un resurgimiento significativo, lo que condujo a una mayor sofisticación en las prácticas comerciales y legales. La experiencia del derecho romano, junto con otras influencias como el derecho germánico y el derecho musulmán, contribuyó al desarrollo de estructuras comerciales más complejas y sofisticadas.
La compañía (una sociedad con más capitales y sofisticada en su creación y funcionamiento), en particular, surgió como una forma de organización que trascendió los límites de la familia y permitió la participación de individuos externos en actividades comerciales. A través de la compañía, se creó un sujeto de derecho con personalidad jurídica propia distinta de la de los socios, lo que proporcionaba una mayor estabilidad y seguridad legal para los negocios. Además, la compañía permitía la diversificación de riesgos y la movilización de capital a una escala nunca antes vista, lo que impulsó el comercio y la economía en general.
Surgieron, entonces, estas nuevas formas societarias para satisfacer las necesidades cambiantes del comercio, como fueron (y son) las sociedades anónimas y las sociedades de responsabilidad limitada. Estas nuevas figuras societarias jugaron un papel crucial en la modernización económica al permitir una mayor flexibilidad en la organización empresarial y la limitación de la responsabilidad de los socios.
La sociedad anónima, por ejemplo, surgió en el siglo XVII como un instrumento para organizar viajes comerciales por mar a larga distancia. Hasta entonces, varios comerciantes se ponían de acuerdo y fletaban el barco que habría de hacer el viaje transportando sus mercancías al otro lado del Mediterráneo. Las formas societarias conocidas en el comercio marítimo no eran adecuadas para el comercio a larga distancia, lo que llevó al desarrollo de la sociedad anónima como una estructura que permitía la participación de un gran número de inversores, con actividad perdurable en el tiempo y la limitación de la responsabilidad de los inversores. En Holanda se crea la Compañía Holandesa de las Indias Orientales, fundada en 1602 sobre la base de ocho sociedades de navegación es, tal vez, la primera compañía constituida con las características de una sociedad anónima moderna; se le asignó un capital fijo y permanente, representado en acciones que se podían ceder y se estableció la asamblea como ámbito donde se reunían todos los titulares de las acciones para elegir administradores, aprobar las cuentas y determinar el dividendo. El modelo holandés fue anticipado por Gran Bretaña con la creación en 1600 de la Compañía Inglesa de las Indias Orientales, menos exitoso ya que sus acciones originalmente no se podían ceder, sólo devinieron libremente transmisibles en 1654.
Por otro lado, la sociedad de responsabilidad limitada, más reciente en comparación, surge en Alemania al aprobase la primera ley de sociedades de responsabilidad limitada en 1892, otros países plantearon propuestas para difundir la sociedad de responsabilidad limitada, pero fracasaron (Francia, México y Brasil), treinta años antes en Inglaterra, la Company Act (1862) había sentado las bases para que las pequeñas empresas tuvieran acceso a la creación de sociedades por acciones. Se convirtió en un impulsor clave de la modernización económica al permitir a los pequeños y pocos socios limitar su responsabilidad a la aportación realizada al capital de la sociedad, proporcionando así un mayor nivel de seguridad y estabilidad para empresa; pero permitiendo mayor facilidad e constitución y funcionamiento que una S.A, con menor cuantía de capitales, con limitación en la transferencia de la calidad de socio a otra persona ya que se creaba entre conocidos sin recurrir para ello al mercado de capitales. Este tipo de sociedad, al igual que la sociedad anónima, permitió una mayor flexibilidad en la organización empresarial y facilitó la movilización de capital para proyectos comerciales y de inversión. La S.R.L. está en una situación intermedia entre la S.A. y las sociedades en comandita o de colaboración.
En resumen, las sociedades comerciales han evolucionado a lo largo de la historia en respuesta a las condiciones económicas, sociales y legales de su tiempo. Desde sus modestos comienzos en la Edad Media hasta las complejas estructuras corporativas de hoy en día, estas formas organizativas han sido fundamentales para el desarrollo y la expansión del comercio y la economía en todo el mundo.